# Империя (город)
Импе́рия (итал. Imperia) — город в итальянском регионе Лигурия, административный центр одноимённой провинции. Главный город Ривьеры-деи-Фьори, части Итальянской Ривьеры. Расположен к востоку от Сан-Ремо.

## История
Империя — один из самых молодых городов Италии. Возник в 1923 году при объединении старинных городов Порто-Маурицио и Онелья с окрестными сёлами. Яркое название получил с подачи Муссолини от протекающей в данном районе реки Имперо. История Порто-Маурицио восходит ко времени Римской империи. Онелья была владением епископов Альбенги с 1100 года до 1298, когда прибрежный замок выкупили генуэзские патриции Дориа. Именно здесь родился адмирал Андреа Дориа. После 1576 года городом владела Савойская династия, которая почти беспрерывно обороняла его от нападений генуэзцев, испанцев и французов.

## Современность
Город популярен среди туристов. Из памятников архитектуры примечательны собор св. Маврикия (1779-81, классицизм) и вилла швейцарского клоуна Грока. В районе города развито цветоводство и выращивание олив. В Империи расположен один из лучших в Италии центров водных видов спорта.